# 夏爾-紀堯姆·勒諾爾芒·德蒂奧勒

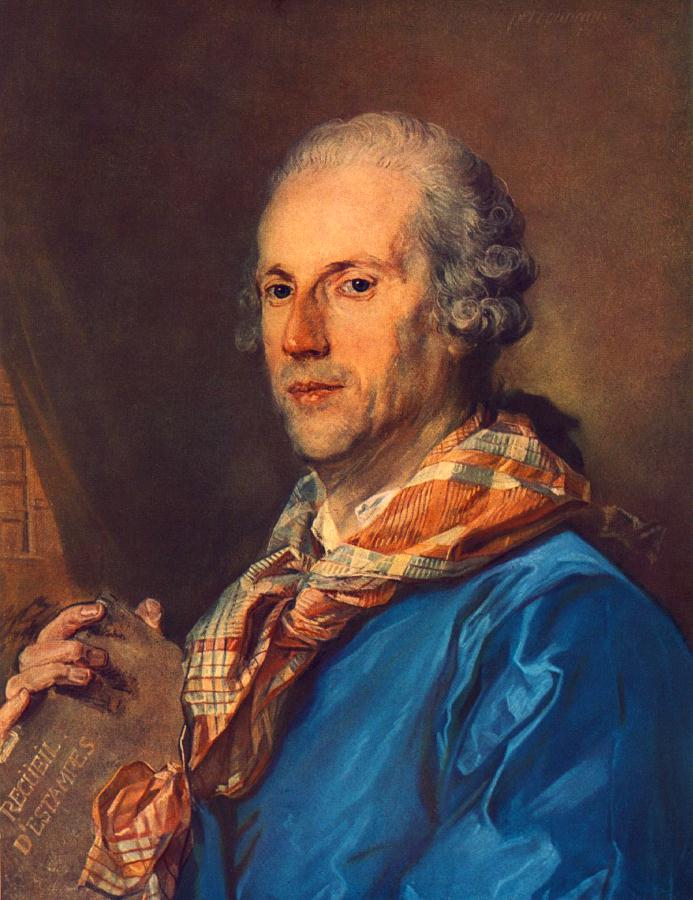
夏爾-紀堯姆·勒諾爾芒·德蒂奧勒

夏爾-紀堯姆·勒諾爾芒·德蒂奧勒（1717年5月8日—1799年3月18日），法國貴族，在1741年娶了只有19歲的讓娜-安托瓦妮特·普瓦松。後來，妻子成為法國國王路易十五的情婦－龐巴度夫人，使得夏爾-紀堯姆成為法國具代表性的戴綠帽男人。

## 生平
夏爾-紀堯姆祖籍盧瓦雷省奧爾良，父親名叫埃爾韋-紀堯姆·勒諾爾芒·迪福爾（Hervé-Guillaume Le Normant du Fort, trésorier général des Monnaies）。叔／伯／舅父是富翁Charles François Paul Le Normant de Tournehem，在1741年成為讓娜-安托瓦妮特·普瓦松的法律監護人（legal guardian）。

### 婚姻
在Le Normant de Tournehem的安排下，夏爾-紀堯姆在1741年娶了只有19歲的讓娜-安托瓦妮特·普瓦松。他們育有兩個兒女：大子在1741年出生，但同年夭折（不足一歲）；二女亞歷山德里娜-讓娜·德蒂奧勒（Alexandrine-Jeanne d'Étiolles）在1744年8月10日出生，但在1754年6月（9歲）因胃病病逝，很大可能是患上腹膜炎。
1745年，法國國王路易十五對高深莫測的龐巴度夫人深感興趣，將她納為情婦。路易十五把夏爾-紀堯姆調任土耳其領事，原意是阻止他過問此事，但被他拒絕。後來路易十五用法律手段強行把他與妻子分離，使他成為法國最著名的戴綠帽子男人之一。
夏爾-紀堯姆難以忘記妻子的背叛，到巴黎結交女子安慰自己，生了幾個私生子。龐巴度夫人死後，他小心地與孩子的母親馬里-艾梅·馬爾塔（Marie-Aimée Maltha）結婚，悄悄地住在瓦勒德瓦茲省manoir de Baillon。

### 晚年
夏爾-紀堯姆與妻子在恐怖統治（1793－1794年）被拘留一年，後獲釋。1799年3月18日，他在家中安詳離世。